# Майсурадзе, Душико Михайлович
Душико Михайлович Майсурадзе (1929 год, Багдатский район, ССР Грузия) — звеньевой колхоза имени Бакрадзе Маяковского района, Грузинская ССР. Герой Социалистического Труда (1950).

## Биография
Родился в 1929 году в крестьянской семье в одном из сельских населённых пунктов Багдатского района. После окончания местной школы трудился в колхозе имени Бакрадзе Маяковского района. С конца 1940-х годов возглавлял звено виноградарей в этом же колхозе.
В 1949 году звено под его руководством собрало в среднем с каждого гектара по 102,3 центнера винограда с площади 3 гектара. Указом Президиума Верховного Совета СССР от 5 сентября 1950 года удостоен звания Героя Социалистического Труда за «получение высоких урожаев винограда в 1949 году» с вручением ордена Ленина и золотой медали «Серп и Молот» (№ 5675).
Этим же Указом званием Героя Социалистического Труда были награждены труженики колхоза имени Бакрадзе бригадиры Александр Иванович Енделадзе, Калистрат Фомич Карабаки и звеньевой Манавел Александрович Карабаки.
Проживал в Маяковском районе (сегодня — Багдатский муниципалитет).
Награды
- Герой Социалистического Труда
- Орден Ленина
- Медаль «За трудовую доблесть» (09.08.1949)